# Venda (olhos)

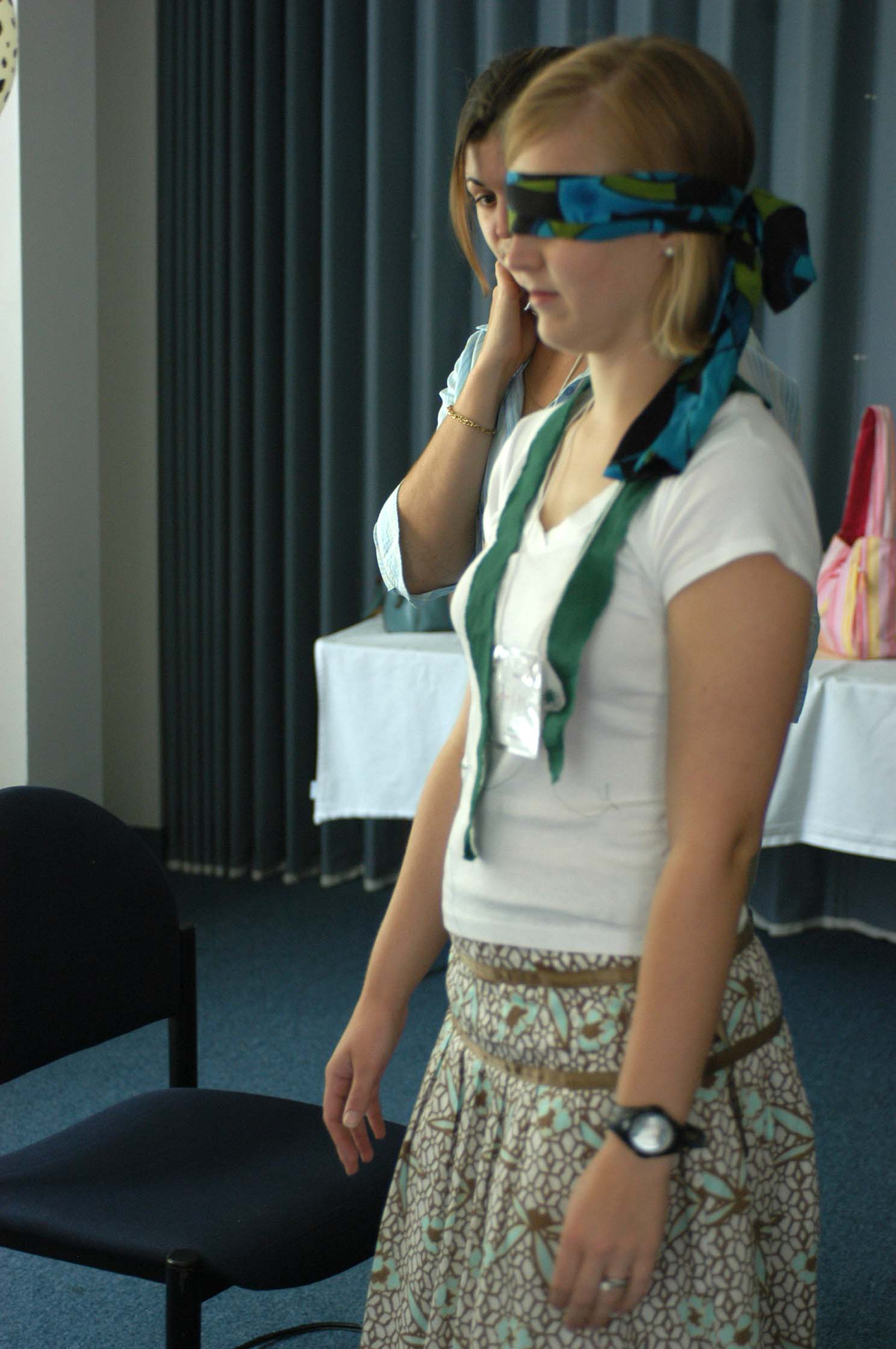
Mulher vendada.

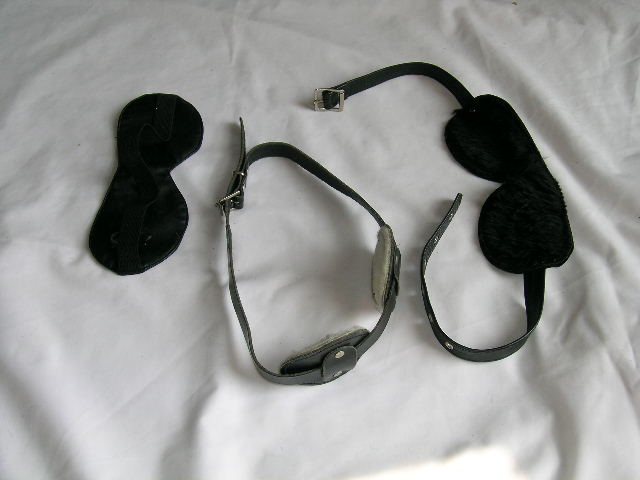
Vendas utilizadas no BDSM.

As vendas para os olhos são um instrumento, geralmente de pano, utilizado para tapar os olhos. A sua função principal é manter quem está vendado de saber o que se passa à sua volta, para onde se dirige, etc.
As vendas (e outros modos de vendar, tais como capuzes, sacos na cabeça, etc) foram extensivamente utilizados pelas policias políticas nas suas detenções, como uma forma tanto de evitar que o preso pudesse indicar a localização de onde esteve preso (muitas vezes em prisões clandestinas), como para iniciar desde cedo o processo de intimidação.
A sua utilização em certas situações (tais como fuzilamentos, onde são tradicionalmente utilizadas, serve tanto para evitar que os executores vejam os olhos dos executados (e percam a capacidade de disparar correctamente, ou pelo menos como se espera deles), como vice-versa.
Nas brincadeiras sexuais são utilizadas para aumentam a excitação derivada do desconhecimento do que se vais passar ou acontecer a seguir.